# Hiratsuka
Hiratsuka (Japans: 平塚市, Hiratsuka-shi) is een stad in de prefectuur Kanagawa in Japan. De oppervlakte van deze stad is 67,83 km² en medio 2010 heeft de stad circa 260.000 inwoners. Hiratsuka ligt aan de Sagamibaai; de rivier Sagami loopt van noordoost naar zuidoost door de stad.

## Geschiedenis

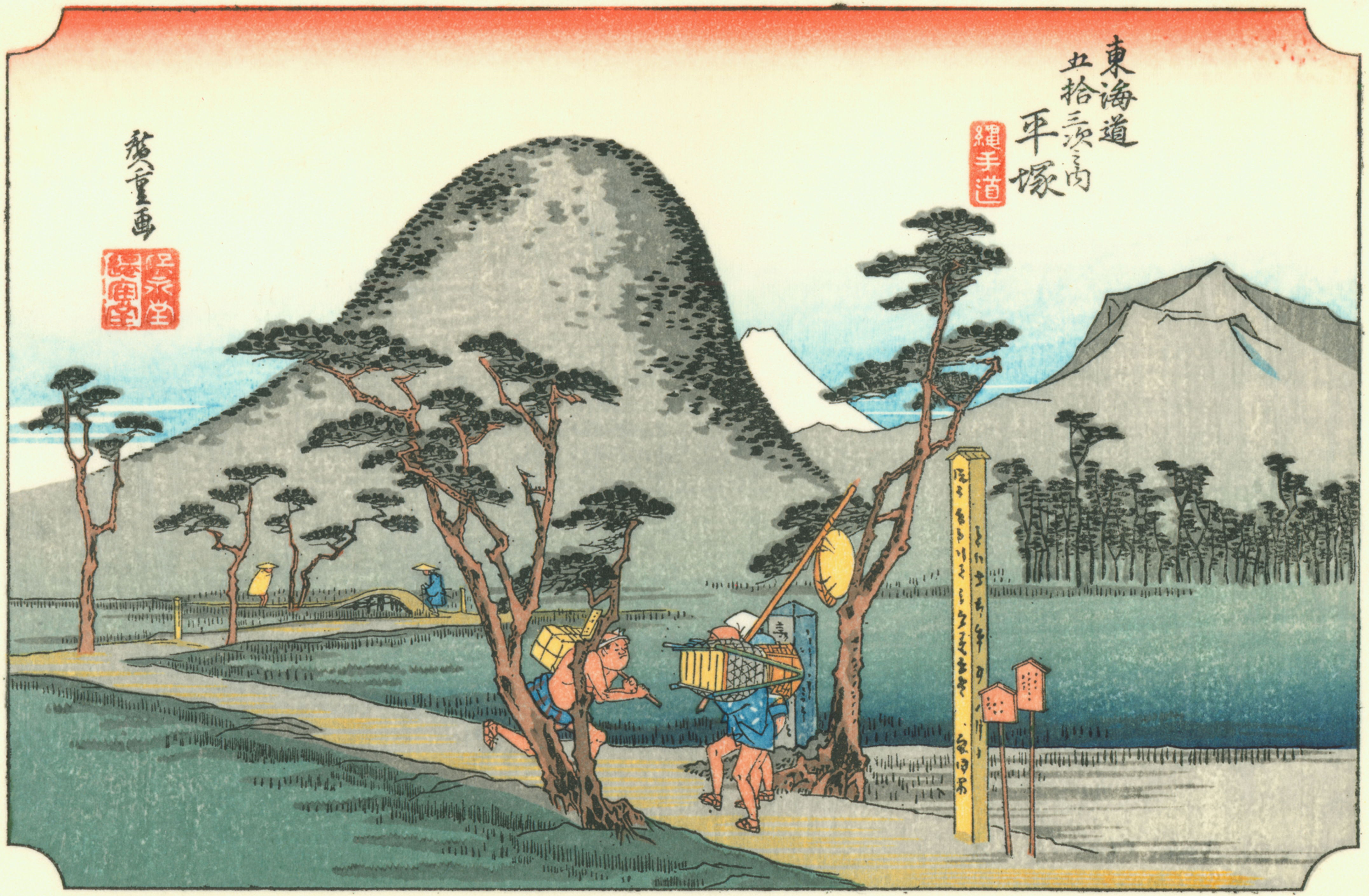
Hiroshige: 53 halteplaatsen Tōkaidō: Hiratsuka

Hiratsuka was in de Edoperiode een halteplaats aan de Tokaido.
Hiratsuka werd op 1 april 1932 een stad (shi).
Hiratsuka werd voor een groot deel verwoest tijdens het bombardement van Hiratsuka op 16 juli 1945. De redenen hiervoor waren dat in Hiratuski een arsenaal was gevestigd van de Japanse Keizerlijke Marine, hier de Japan Internationale Vliegtuigindustrie (van de Nissan groep) was gevestigd en dat door de brede stranden en strategische ligging dit een mogelijke landingsplaats was voor een invasie.
Tussen 1954 en 1957 gingen 9 dorpen op in Hiratsuka. Op 30 september 1956 ging de gemeente Ono (大野町, Ōno-machi) op in Hiratsuka.
Op 1 april 2001 kreeg de stad, met ondertussen meer dan 200.000 inwoners, de status van speciale stad.

## Verkeer
Hiratsuka ligt aan de Tōkaidō-hoofdlijn van de East Japan Railway Company.
Hiratsuka ligt aan de nationale autowegen 1, 129, 134 en 271 en aan de prefecturale wegen 44, 61, 62, 63, 77, 605, 606, 607, 608, 609 en 612.

## Economie
Hiratsuka heeft een gemengde economie met industrie aan de randen van de stad. Belangrijke fabrieken zijn die van Nissan, Yokohama Rubber Company en Mitsubishi Plastics. Hiratsuka is daarnaast een slaapstad van Yokohama en Tokio met inwoners die worden aangetrokken door de "Shōnan levensstijl".

## Bezienswaardigheden
- Tanabata-festival
- Hiratsuka stadsmuseum en planetarium
- Hiratsuka kunstmuseum

## Stedenband
Hiratsuka heeft een stedenband met
- Lawrence (Kansas), Verenigde Staten, sinds 21 september 1990

## Aangrenzende steden
- Atsugi
- Chigasaki
- Hadano
- Isehara

## Geboren in Hiratsuka
- Yamanashi Hanzo (山梨半造, Yamanashi Hanzō), generaal in het Japanse Keizerlijke Leger en gouverneur-generaal van Korea
- Shinya Suzuki (鈴木信也, Suzuki Shinya), mangaka
- Yukari Fukui (福井 裕佳梨, Fukui Yukari), stemactrice